# L'oiseau s'envole (film, 1920)
Pour les articles homonymes, voir L'oiseau s'envole.
Pour plus de détails, voir Fiche technique et Distribution.
L'oiseau s'envole (titre original : Once to Every Woman) est un film américain réalisé par Allen Holubar, sorti en 1920.

## Synopsis
Aurora Meredith, la fille du forgeron du village, possède une très belle voix. Un jour, Mme Thorndyke, une riche New-Yorkaise, en visite dans le village d'Aurora, l'entend chanter à l'église et est si impressionnée par sa voix qu'elle l'envoie en Europe pour étudier le chant. Trois ans plus tard, Mme Thorndyke décède et Aurora se retrouve forcée d'accepter l'aide de Juliantimo, un admirateur italien. Après avoir obtenu du succès, Aurora revient aux États-Unis pour échapper aux attentions de son admirateur, et obtient le rôle principal dans un opéra. Juliantimo a néanmoins suivi la chanteuse et, lors de la première de l'opéra, il se place dans une loge au-dessus de la scène, tire sur Aurora et se tue ensuite. 
Aurora se rétablit de ses blessures mais a perdu sa voix, et en même temps la plupart de ses amis. Finalement elle décide de rentrer dans sa famille qui l'accueillit chaudement, de même que son amour de jeunesse Phineas Scudder. Le choc de la mort de sa mère lui fait retrouver sa voix, mais réalisant que le véritable amour ne vient qu'une fois, elle décide de rester au village en épousant Phineas.

## Fiche technique
- Titre original : Once to Every Woman
- Titre français : L'oiseau s'envole
- Réalisation : Allen Holubar
- Scénario : Allen Holubar et Olga Linek Scholl
- Photographie : Fred LeRoy Granville
- Montage : Viola Mallory
- Production : Carl Laemmle
- Société de production : Universal Film Manufacturing Company
- Société de distribution :  Universal Film Manufacturing Company ;  Établissements Louis Aubert
- Pays de production :  États-Unis
- Langue originale : anglais
- Format : noir et blanc — 35 mm — 1,37:1 — Muet
- Genre : drame
- Durée : 7 bobines
- Dates de sortie : 
  - États-Unis : 6 septembre 1920
  - France : 17 juin 1921
- Licence : domaine public

## Distribution
- Dorothy Phillips : Aurora Meredith
- William Ellingford : Matthew Meredith
- Margaret Mann : Mme Meredith, la mère d'Aurora
- Emily Chichester : Patience Meredith
- Elinor Field : Virginia Meredith
- Robert Anderson : Phineas Scudder
- Mary Wise : Mme Thorndyke
- Rudolph Valentino : Juliantimo
- Rosa Gore : Mme Chichester Jones
- Frank Elliott : le duc de Devonshire
- Dan Crimmins : M. Chichester Jones

## Galerie

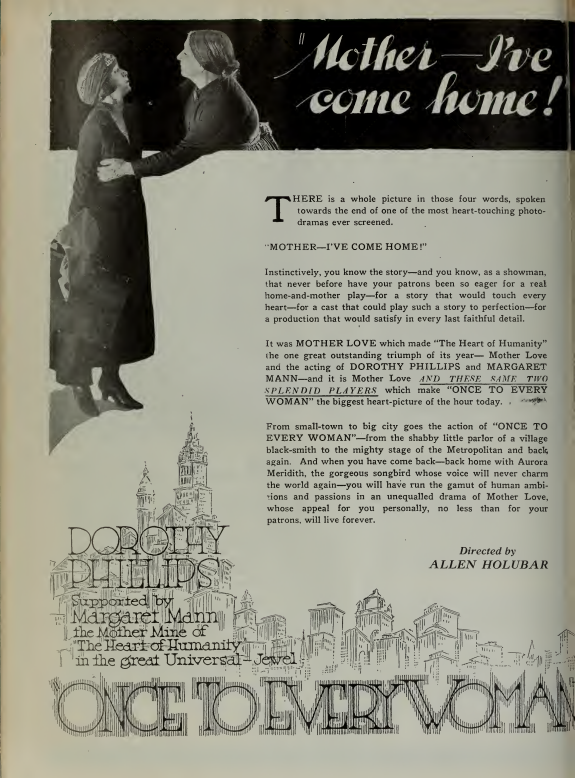
Publicité dans Film Daily
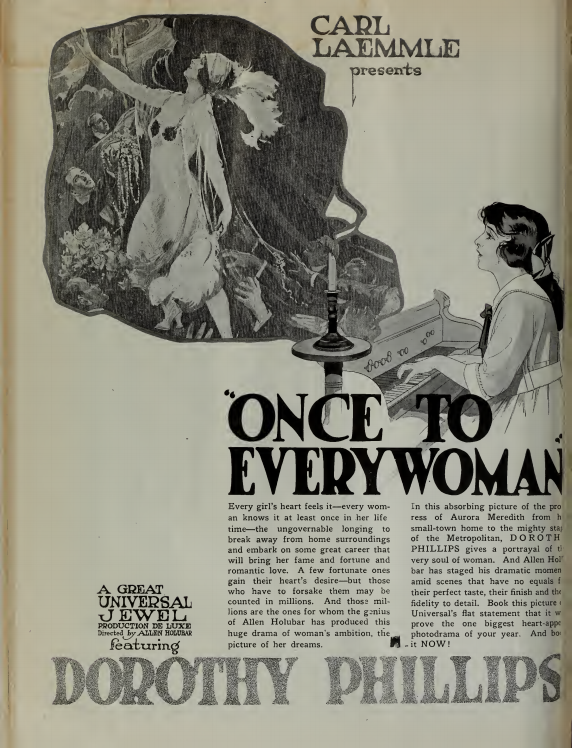
Publicité dans Film Daily
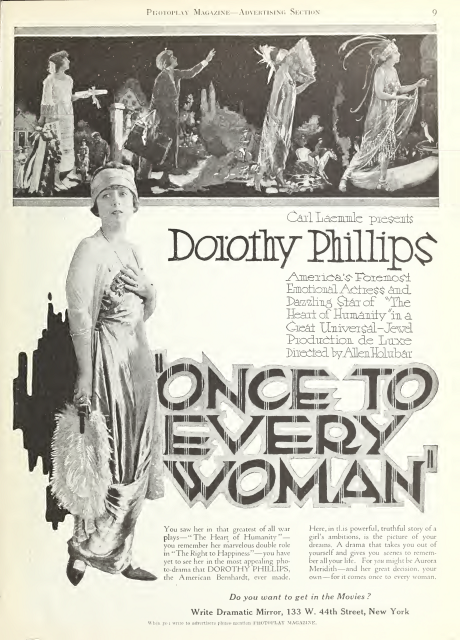
Publicité dans Photoplay
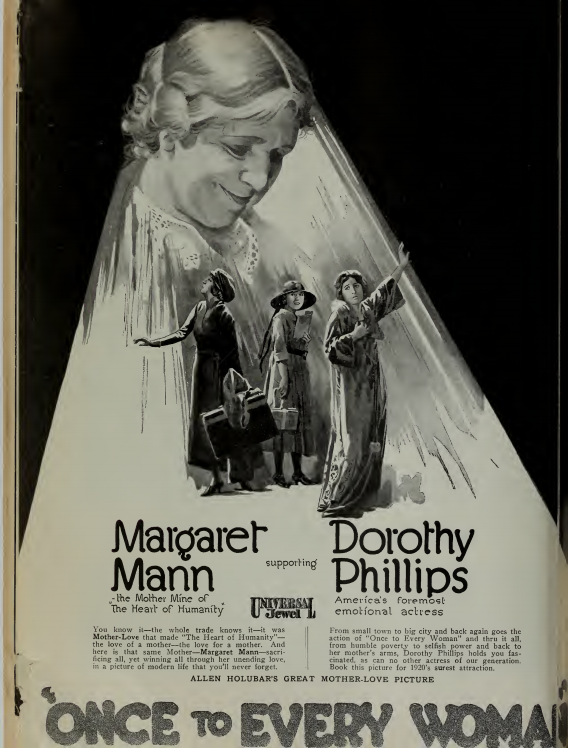
Publicité dans Film Daily
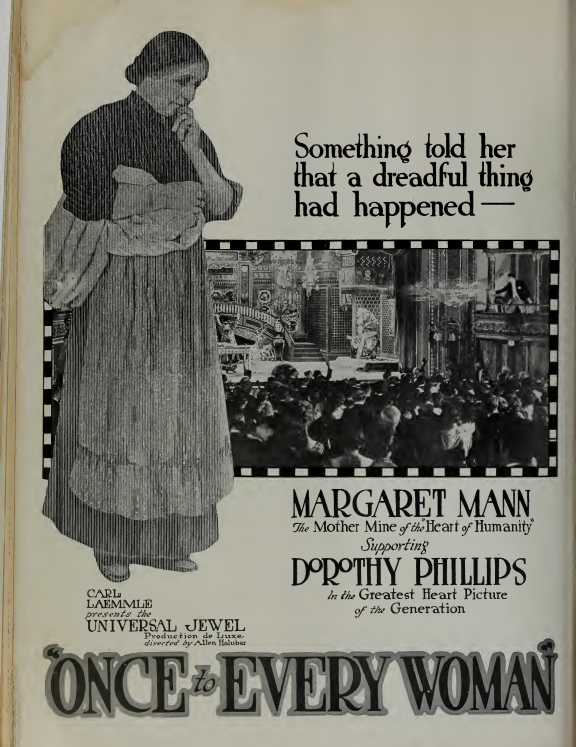
Publicité dans Film Daily
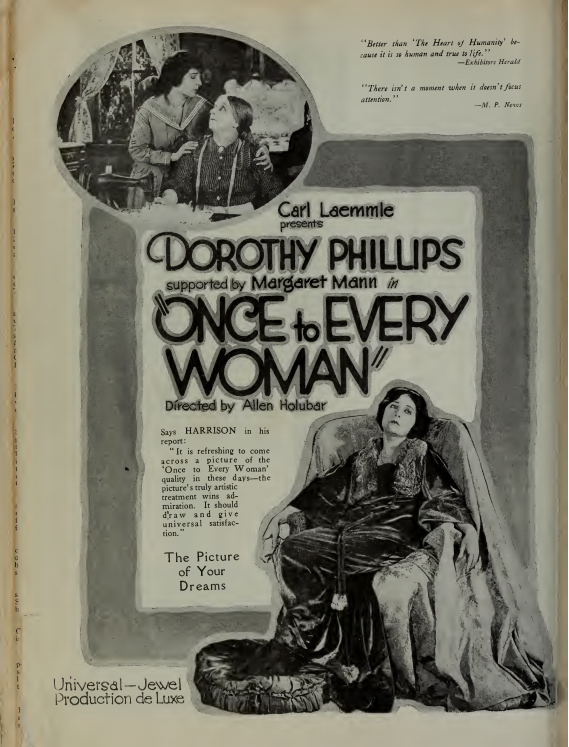
Publicité dans Film Daily